# Каплиця Серця Ісуса (Гадинківці)
Каплиця Серця Ісуса в Гадинківцях — колишня культова споруда Римсько-католицької церкви в селі Гадинківцях Копичинецької громади Чортківського району Тернопільської области України.

## Історія
На початку римо-католики села були об'єднані з парафією Небовзяття Пресвятої Діви Марії в Копичинцях.
- 1862 — уперше згадується каплиця в Гадинківцях, яка була збудована місцевим власником Альфредом Целецьким.
- 1864 — святиня перейшла до парафіяльної експозитури в Жабинцях, яка згодом стала самостійною парафією.
- 1880 — відбулося освячення каплиці.
- 1925—1926 — зведено нову філіальну муровану каплицю, яку освятили 12 вересня 1926 року.

Нині святиня використовується як будинку культури.